# Stormyrtjärnen (Arvidsjaurs socken, Lappland, 726270-164630)
Stormyrtjärnen är en sjö i Arvidsjaurs kommun i Lappland och ingår i Byskeälvens huvudavrinningsområde. Sjön har en area på 0,14 kvadratkilometer och ligger 471 meter över havet. Sjön avvattnas av vattendraget Svärdälven.

## Delavrinningsområde
Stormyrtjärnen ingår i det delavrinningsområde (726396-164448) som SMHI kallar för Utloppet av Mausjaure. Medelhöjden är 492 meter över havet och ytan är 20,67 kvadratkilometer. Det finns inga avrinningsområden uppströms utan avrinningsområdet är högsta punkten. Svärdälven som avvattnar avrinningsområdet har biflödesordning 2, vilket innebär att vattnet flödar genom totalt 2 vattendrag innan det når havet efter 185 kilometer. Avrinningsområdet består mestadels av skog (58 procent) och sankmarker (29 procent). Avrinningsområdet har 2,37 kvadratkilometer vattenytor vilket ger det en sjöprocent på 11,4 procent.